# クリフトン・パーカー
クリフトン・パーカー（Edward John Clifton Parker、1905年2月5日 - 1989年9月2日）は、イギリスの作曲家。
ロンドン出身。独学で作曲を学び、16歳の時に『ヴァイオリンとピアノのためのロマンス』を作曲した。1930年代半ばより『黄昏の薄明かりと薔薇』などの作品がBBCで放送されるようになると、映画産業から注目されるようになり、1940年代から1963年までの間に50本近くの映画音楽を作曲した。またバレエや劇付随音楽も100以上にのぼる。後年には『夜想曲集』や『ミサ・ブレヴィス』などの合唱曲も手掛けた。

## 作品

### オペラ
- ピャチゴルスク（1973年）

### 器楽曲
- ヴァイオリンとピアノのためのロマンス（1921年）
- 黄昏の薄明かりと薔薇 - 室内オーケストラのための（1934年）

### 合唱曲
- 夜想曲集（1975年）
- ミサ・ブレヴィス（1976年）

### バレエ・劇場音楽
- ガラスの靴（1943年）
- テンペスト（1949年）
- ウィンザーの陽気な女房たち（1950年 - 1951年）
- お気に召すまま（1950年 - 1951年）
- ロミオとジュリエット（1952年 - 1953年）
- 恋の骨折り損（1956年 - 1957年）
- 空騒ぎ（1956年 - 1957年）

### 映画音楽
- 暁の雷撃戦（1943年）
- 青い珊瑚礁（1949年）
- 宝島（1950年）
- 剣と薔薇（1953年）
- 熱砂の海（1958年）
- ビスマルク号を撃沈せよ!（1960年）
- 戦艦デファイアント号の反乱（1962年）
- 潜水艦U153（1963年）